# Galeta
|  | No s'ha de confondre amb bescuit. |

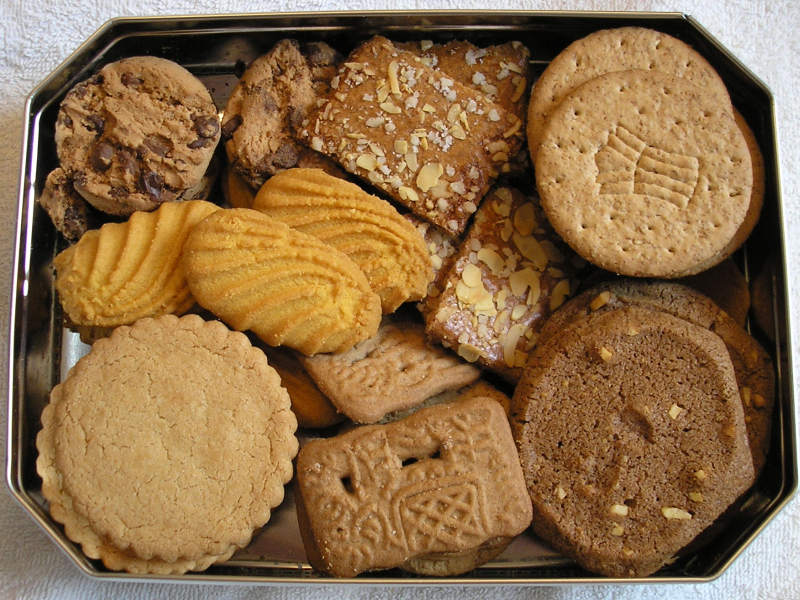
Galetes variades

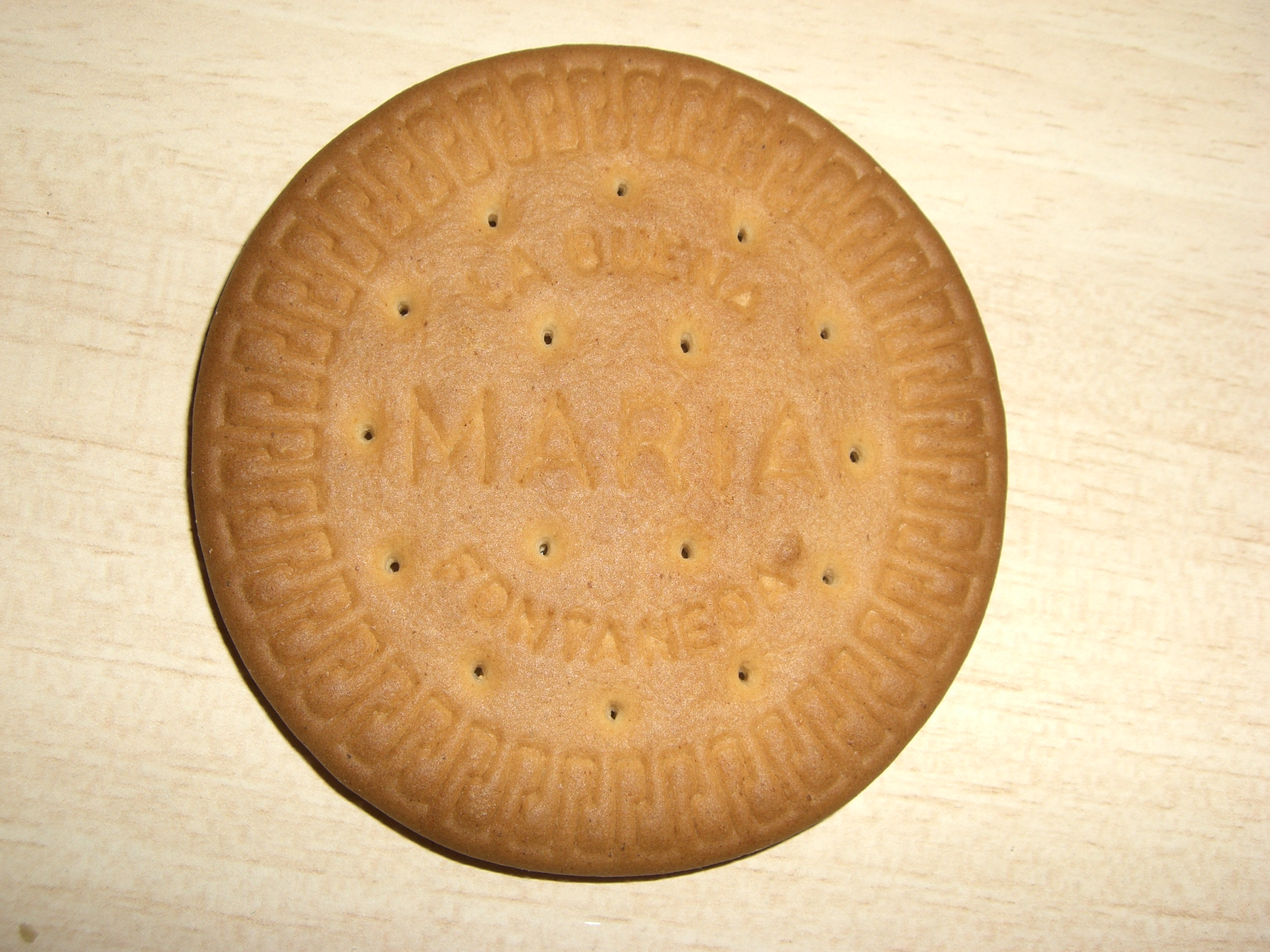
Una galeta maria

Una galeta, galleta, o, si es fornegen dues vegades, bescuit és una pasta dolça i seca que en general se sol fer amb farina, ou, sucre i llet, si bé pot contenir també altres ingredients. Per exemple, les galetes daneses són conegudes pel seu alt contingut en mantega, que també tenen altres galetes (per exemple, a Bretanya, els palets bretons i les galettes bretones) menys conegudes. D'altres són a base de mel o xocolata (són conegudes, per exemple, les cookies estatunidenques, amb trossets de xocolata, o popularment dites galetes de xocolata, dues galetes unides per crema de xocolata), cereals o de fruita seca, dessecada o confitada, o una mescla d'aquestes. Algunes estan fetes d'ametlla capolada en comptes de farina (per exemple, els amargos), o d'una altra fruita seca, com la nou o l'avellana. La farina utilitzada pot ser de diversos cereals (blat, blat de moro, etc.) però la que més es fa servir industrialment és la de blat de la varietat compactum, que es cultiva sobretot al Regne Unit. A Menorca, les galetes d'Alaior també es diuen galetes, però contenen llevat i són una mica esponjoses, més semblants a un brioix més aviat pla. Cal no confondre galeta amb bescuit, atès que les galetes es fan amb un sol fornejat, i els bescuits es fan obligatòriament amb dos fornejats.

## Origen
Hi ha testimonis que els assiris elaboraven galetes en recipients de fang i al seu voltant col·locaven brases o pedres calentes. A l'antic Egipte s'elaboraven unes galetes anomenades xait, les quals es troben representades en les pintures existents en la tomba de Rekhmir, a Tebes. A Grècia s'elaborava el dipir, que era un pa que es coïa dues vegades, i a Roma la galeta fou un aliment molt popular entre les legions romanes. Durant l'edat mitjana era molt habitual el consum de galetes per a acompanyar licors. En francès s'estén la denominació de biscuits, que prové del vocable llatí bis coctus, que significa 'cuit dues vegades' (d'aquí prové també el mot bescuit). En anglès es diuen cookies.

## Usos
Les galetes es guarden força temps a temperatura ambient, en un lloc fresc i sec, i són fàcils de transportar. Es mengen a l'esmorzar o per a berenar o per a acompanyar el cafè o el te. També es poden menjar entre hores, com a llaminadura o bé per a recuperar forces, per exemple, en una excursió.
Les galetes més simples com, per exemple, les conegudes com a maria, s'utilitzen sovint en la cuina dels Països Catalans per a fer picades, espessir salses, per a arrebossats, gratinats, etc. com a alternativa al pa sec i com a farina de galeta.

## Galetes salades
També existeixen galetes salades, que solen ser d'una mida bastant petita i habitualment es mengen d'aperitiu. De vegades tenen formes particulars, com per exemple, de peixet o de bretzel. Unes galetes salades molt conegudes a Catalunya i Balears són les mallorquines quelis.

## Marca Q

Logotip marca Q

Les galetes elaborades a Catalunya poden adherir-se al segell alimentari Marca Q de qualitat alimentària, certificació oficial atorgada pel Departament d'Agricultura, Ramaderia, Pesca i Alimentació de la Generalitat de Catalunya regulada per l'ordre de 13 d'octubre de 1989
Els ingredients principals utilitzats en l'elaboració de galetes Marca Q són la farina de blat, el sucre, la mantega i la fruita seca. Han de ser de la màxima qualitat i no es permet l'ús d'additius a excepció de la lecitina.
S'admeten els següents tipus de galetes:
- Tipus "maria" torrades i encunyades i les galetes elaborades bàsicament amb farina, sucre, i greixos.
- Neules i similars: elaborades amb farina, llet o nata, sucre i rovell d'ou (i opcionalment mantega).
- Melindros: elaborades amb farina, sucre i ou. Galetes d'ametlla o avellana: elaborades amb farina, sucre, ametlles o avellanes i ou (mínim un 20% d'ametlla o avellana, respectivament).
- Ametllats: elaborats amb ametlla, sucre, farina i clara d'ou (mínim un 40% d'ametlla).
- Galetes de xocolata: galetes recobertes de xocolata negra, blanca o amb llet.
- Crocants (dintre dels assortiments): elaborats exclusivament amb ametlla i sucre (mínim 45% d'ametlla).

Es comercialitzen en envasos segellats. A l'etiqueta hi ha de figurar, a més de les mencions que exigeix la legislació vigent, el distintiu marca Q i el nom de l'entitat de control.

## Cultura popular
El terme galeta s'utilitza també per a designar una bufetada. En un antic programa de televisió infantil, Barri Sèsam, apareixia un personatge blau que es deia Triqui, el Monstre de les Galetes, al qual li agradava molt menjar galetes.